# Notophthiracarus ravidus
Notophthiracarus ravidus är en kvalsterart som beskrevs av Wojciech Niedbała 2006. Notophthiracarus ravidus ingår i släktet Notophthiracarus och familjen Phthiracaridae. Inga underarter finns listade i Catalogue of Life.